# Kampung Lalang (Sunggal)
Kampung Lalang is een bestuurslaag in het regentschap Deli Serdang van de provincie Noord-Sumatra, Indonesië. Kampung Lalang telt 8247 inwoners (volkstelling 2010).